# Poivre turc

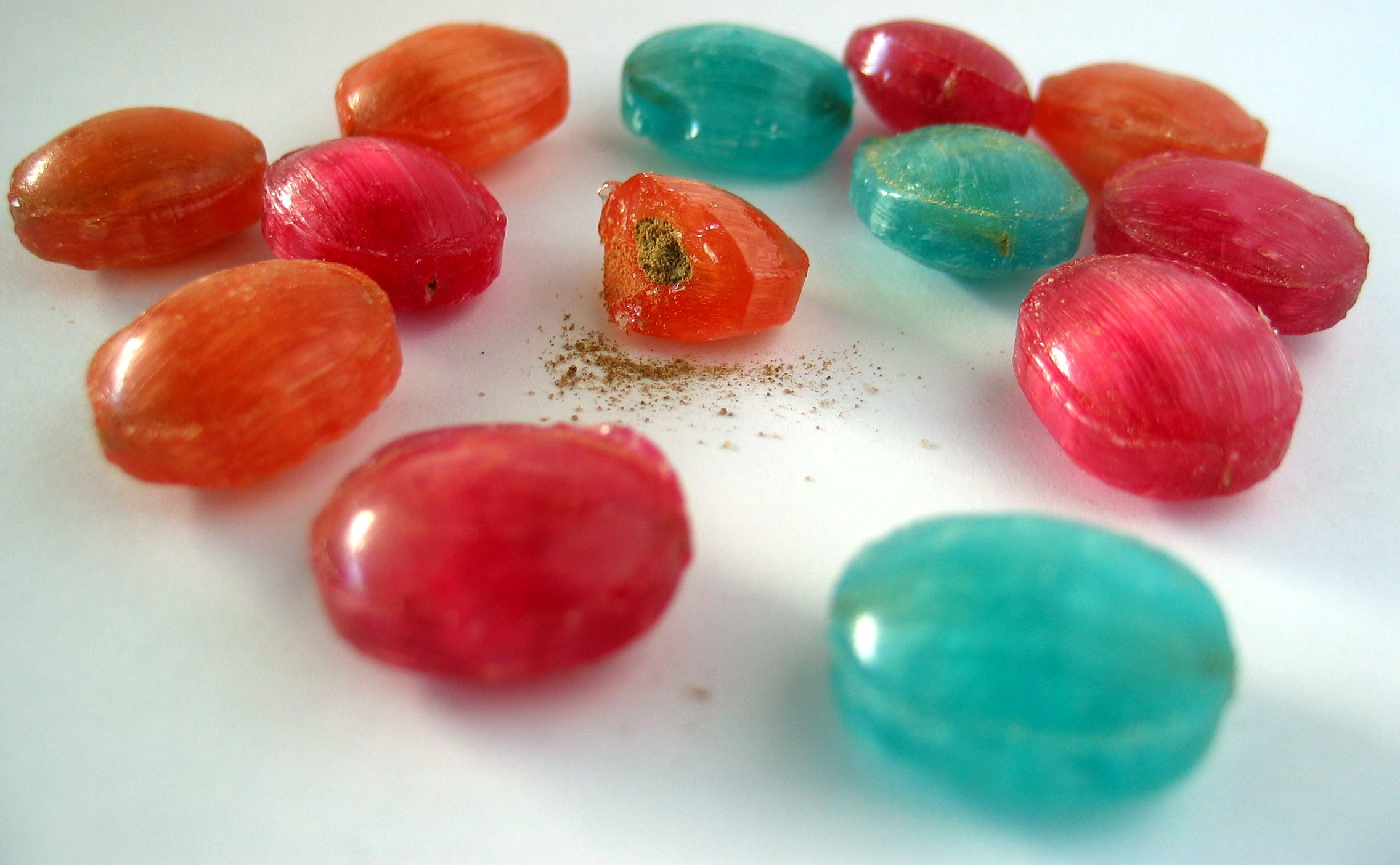
Poivre turc, variante Hot & Sour.

Poivre turc (Tyrkisk Peber en danois ; Turkinpippuri en finnois ; Tyrkisk pepper en norvégien, et Turkisk peppar en suédois), est un bonbon à la réglisse parfumé au chlorure d'ammonium (salmiakki). Il est fabriqué par l'entreprise finlandaise Fazer et est très populaire dans les pays nordiques. D'abord inventé par Per Fjelsten en 1976,, il est fabriqué par l'entreprise danoise Perelly, qui sera plus tard achetée par Fazer.

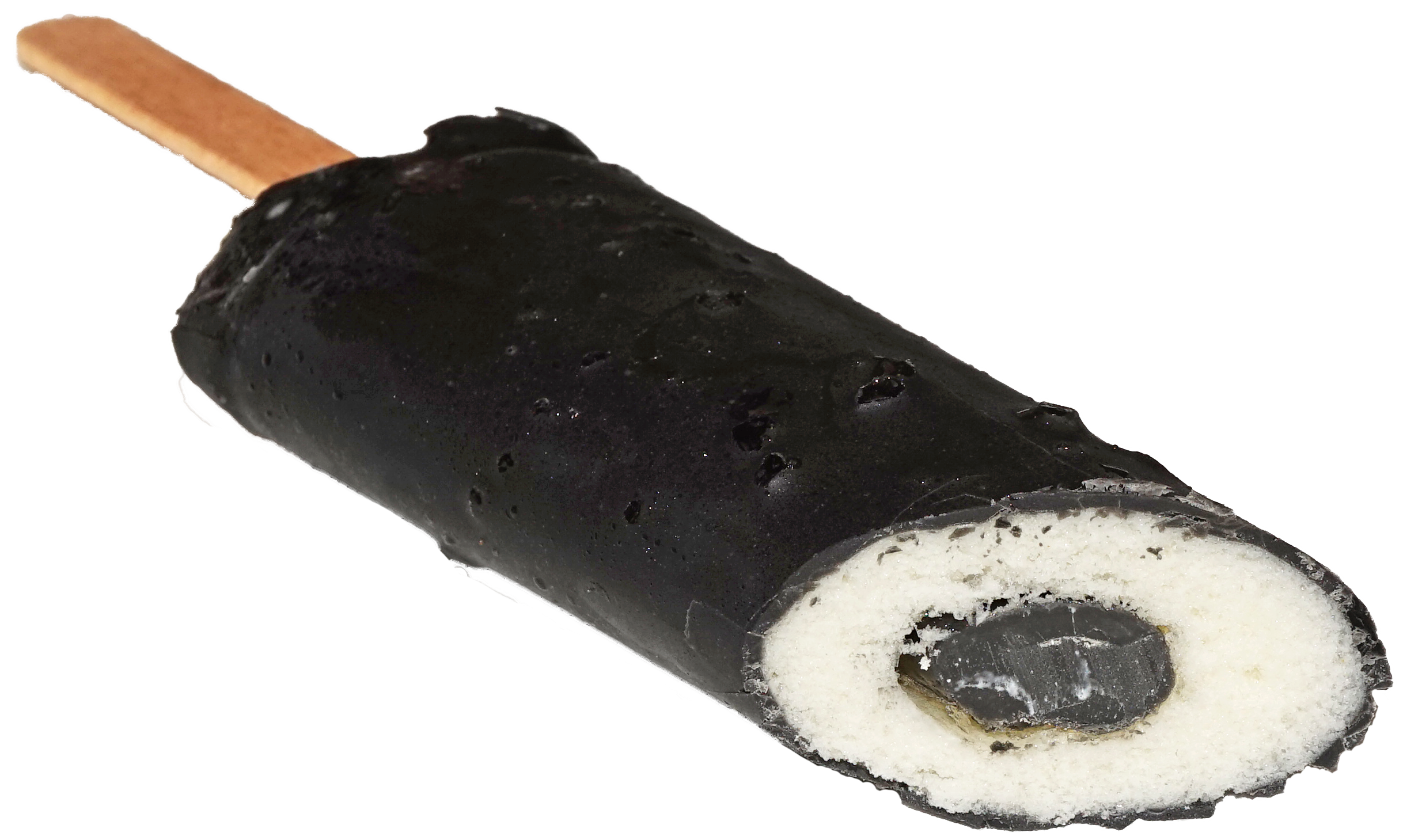
Glace au Poivre turc.

Le bonbon est à la base une coque ronde et creuse recouverte et farcie de poudre de salmiakki. Il est vendu en sachets bleu foncé. Il existe plusieurs variantes, dont la Hot & Sour (plus douce et en quatre parfums différents), la Bonfire (des bonbons moins durs et également doux), ainsi que des sucettes. Il y avait autrefois des variantes au goût chilli et un autre dont le goût était d'une réglisse plus forte, avec moins de chlorure d'ammonium et de poivre. On trouve également de la glace au turkinpippuri en Finlande, produite par Kotijäätelö.
Ces bonbons sont parfois utilisés pour des cocktails finlandais, Salmiakki Koskenkorva, ainsi que d'autres cocktails danois, norvégiens et suédois similaires. Quand Perelly fabriquait encore du Poivre turc, il existait une variante en poudre, utilisée dans les cocktails.
Le Poivre turc est hygroscopique : laissé dans un sachet non fermé, il absorbera de l'eau et les bonbons se colleront les uns aux autres après quelques jours.